# Мовчан, Владимир Яковлевич
Владимир Яковлевич Мовчан (1899—1972) — советский архитектор. Мастер промышленной архитектуры. Лауреат Сталинской премии и Государственной премии РСФСР в области архитектуры. Заслуженный архитектор РСФСР. Брат архитекторов Бориса и Геннадия Мовчанов.

## Биография

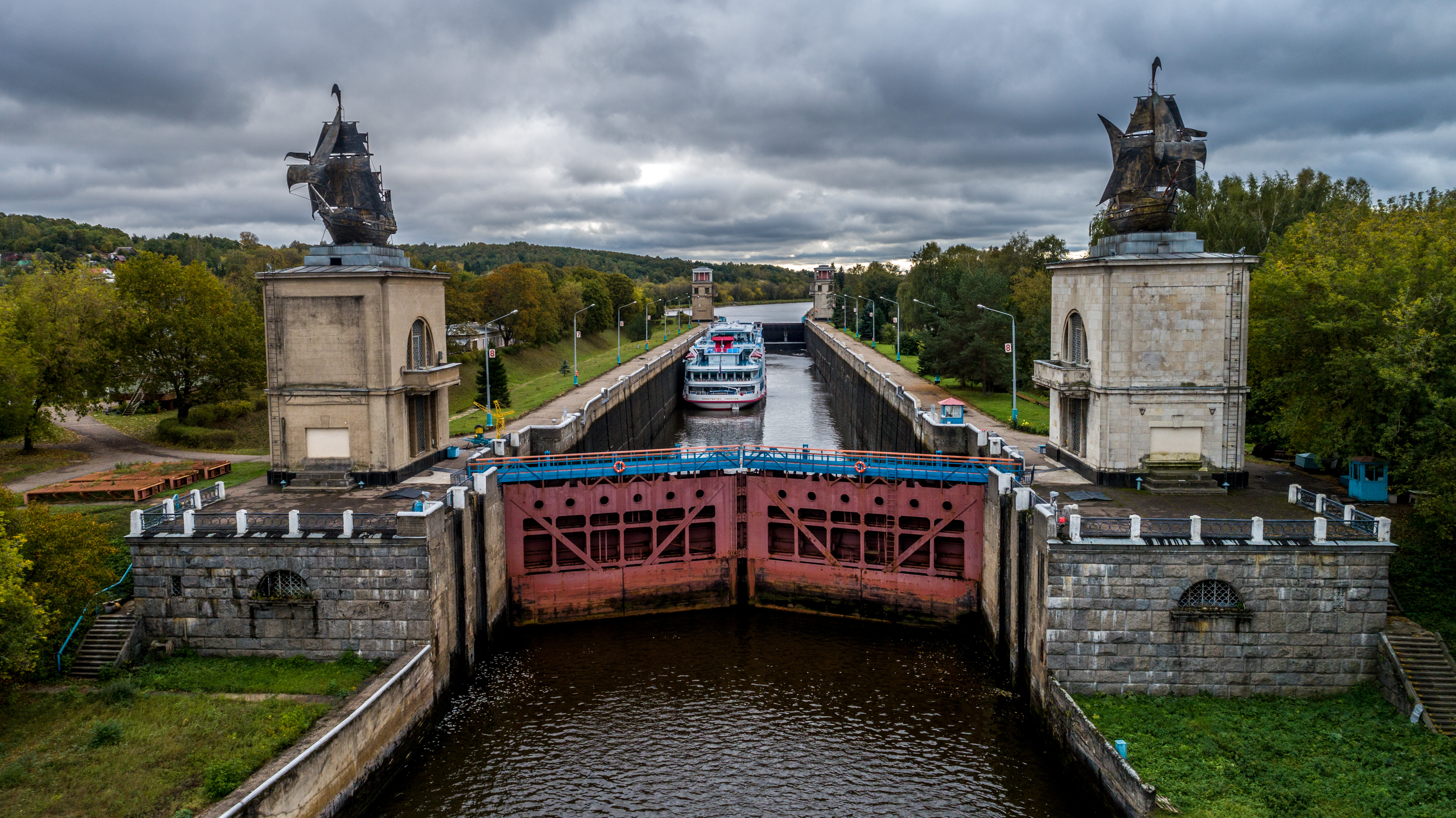
Шлюз № 3 канала им. Москвы

Владимир Мовчан родился 28 июля 1899 года на станции Лапы Ломжинской губернии (ныне Белостокский повят Польши) в семье железнодорожного инженера. В 1917 году окончил Смоленскую гимназию и поступил на работу техником в проектное управление железной дороги. В 1918 году поступил добровольцем в Красную армию, служил в штабе железнодорожных войск. В 1920 году был откомандирован на учёбу в Московское Высшее техническое училище на архитектурно-строительный факультет. Во время учёбы работал в проектном бюро А. В. Щусева над проектом Всероссийской сельскохозяйственной и кустарно-промышленной выставки. В 1925 году защитил диплом на тему «Цементный завод» (руководитель В. А. Веснин).
После окончания МВТУ работал прорабом на строительстве Казанского вокзала, в проектной мастерской А. В. Щусева и в Мосстрое. В 1929—1931 годах по проекту Владимира Мовчана (в соавторстве с И. С. Николаевым и А. С. Фисенко) были построены Всесоюзный электротехнический институт и Дом электропромышленности. Одновременно занимался преподавательской деятельностью. Читал в московском Политехникуме курс фабрично-заводских сооружений. Работал в Институте сооружений в должности старшего научного сотрудника и заведующего кабинетом промышленных зданий. В начале 1930-х годов работал на строительстве электрокомбината в качестве автора, заместителя начальника, затем — начальника проектного отдела Прожекторстроя. В 1934 году вступил в Союз архитекторов СССР.
Принимал участие в строительстве канала имени Москвы в должности старшего архитектора Центрального района. По его проекту был сооружён шлюз № 3 в Яхроме. В 1937—1941 годах работал над проектами Шекснинского гидроузла Волгостроя (Рыбинская ГЭС), одновременно преподавая в Московском архитектурном институте. Строительство гидроузла было завершено только в 1950 году с некоторыми отклонениями от первоначального проекта. За строительство Шекснинского гидроузла возглавляемый Владимиром Мовчаном авторский коллектив в 1951 году был удостоен Сталинской премии и награждён орденом «Знак почёта».
Разработал множество проектов административных зданий, секций и типов жилых домов. В 1951—1953 годах был главным архитектором Гипровуза. По его проектам были построены здания Московского института механизации сельского хозяйства, Свердловского юридического института, Башкирского сельскохозяйственного института, Московского авиационного института (аудиторный корпус) и другие здания. В 1953—1960 годах работал главным архитектором московского Гидроэнергопроекта, где принимал участие в проектировании крупнейших гидроэлектростанций страны: Иркутской ГЭС, Чебоксарского и Каунасского гидроузлов, Братской ГЭС (в соавторстве с Г. М. Орловым), Плявиньского гидроузла и других.
С 1925 года преподавал в Высшем инженерно-строительном училище. С 1935 года на протяжении нескольких десятилетий преподавал в Московском архитектурном институте (доцент). Автор трудов по методике дипломного проектирования, методических указаний по проектированию различных предприятий, учебного пособия «Архитектура русловых гидроэлектростанций».
Председатель правления Рыбинского отделения Союза архитекторов. Член правления Дома архитекторов Москвы.
Умер 8 марта 1972 года.

## Награды и премии
- Сталинская премия третьей степени (1951) — за архитектуру Верхневолжских гидроузлов
- Государственная премия РСФСР в области архитектуры (1969) — за архитектуру комплекса Братской ГЭС на Ангаре
- Заслуженный архитектор РСФСР (1972)[2]
- Орден Трудового Красного Знамени (1937) — за вклад в строительство канала имени Москвы[4][3]
- Орден «Знак Почёта» (1951)[3]